# ESO 510-G13
ESO 510-G13は、うみへび座の方角に約1億5000万光年離れた位置にある渦巻銀河である。赤道面の塵の雲はかなり歪んでおり、他の銀河と相互作用していることを示唆する。その場合、この銀河は、銀河の形成と進化の中で論じられる相互作用銀河の歪みの素晴らしい例となる。
この銀河は、2001年にハッブル宇宙望遠鏡で観測された。